# Congiopodus torvus
Congiopodus torvus is een  straalvinnige vissensoort uit de familie van congiopoden (Congiopodidae). De wetenschappelijke naam van de soort is voor het eerst geldig gepubliceerd in 1772 door Gronow.
De soort staat op de Rode Lijst van de IUCN als niet bedreigd, beoordelingsjaar 2009.